# Ordre de Notre-Dame de la Merci
Pour les articles homonymes, voir Merci.
L'ordre de Notre-Dame de la Merci (en latin : Ordo Beatae Mariae de Mercede redemptionis captivorum) est un ordre mendiant de droit pontifical. Fondé par Pierre Nolasque au XIIIe siècle et approuvé en 1235, l'institut religieux était à l'origine un ordre militaire fondé pour racheter les chrétiens captifs des pirates maures et réduits en esclavage. Les membres sont connus sont le nom de Mercédaires.
C'est l'un des deux ordres rédempteurs dont la mission principale était de délivrer des mains des pirates barbaresques les chrétiens en captivité. Le premier, chronologiquement, est l'ordre des Trinitaires ou ordre de la Très-Sainte-Trinité pour la rédemption des captifs. Quelques années plus tard, en 1218 à Barcelone, Pierre Nolasque, encouragé par son confesseur, le dominicain Raymond de Penyafort, avec l'appui du roi Jacques Ier d'Aragon, fonda l'ordre des Mercédaires ou ordre de Notre-Dame de la Merci. Dans le monde hispanophone où il est le plus répandu, il porte le nom de Orden Real y Militar de Nuestra Señora de la Merced y la Redención de los Cautivos plus connu sous le nom de Orden de la Merced. Aujourd'hui, les deux ordres aident tous les captifs au sens large, visitant notamment les prisonniers et les malades.

## Histoire

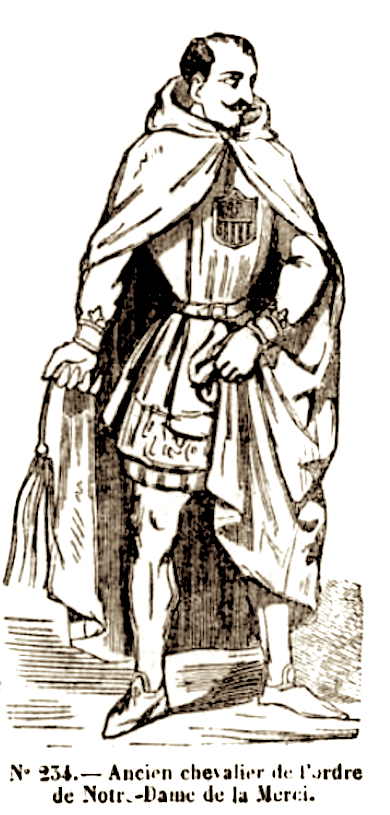
Un chevalier mercédaire (habit militaire).

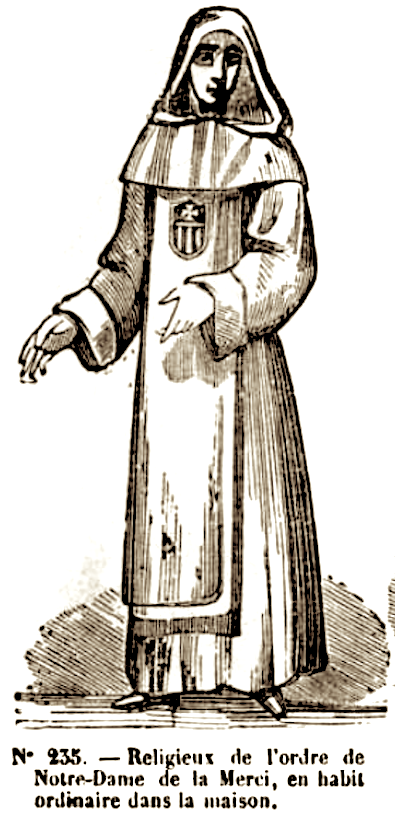
Un frère mercédaire (habit domestique).

Au cours du Moyen Âge, les Arabes occupaient le Sud de l'Espagne. La Méditerranée était contrôlée par des Turcs et des Sarrasins. Les pirates capturaient les chrétiens pour les réduire en esclavage ou en obtenir rançon.
Pierre Nolasque, un riche drapier, tenta de remédier à cette situation. Il vendit tous ses biens pour racheter les captifs. Selon la tradition, dans la nuit du 1er août 1218, la Vierge Marie lui apparut pour l'encourager à fonder l'ordre de Notre-Dame de la Merci. D'abord autorisée par l'évêque de Barcelone Berenguer II de Palou puis soutenue par le roi Jacques Ier d'Aragon, la « Merci » eut d'abord deux dimensions complémentaires, financière et militaire. Simple rachat des captifs, elle était aussi destinée à effectuer éventuellement des opérations militaires en vue de libérer les chrétiens. Le piratage des villages en bord de Méditerranée était devenu un fléau social.

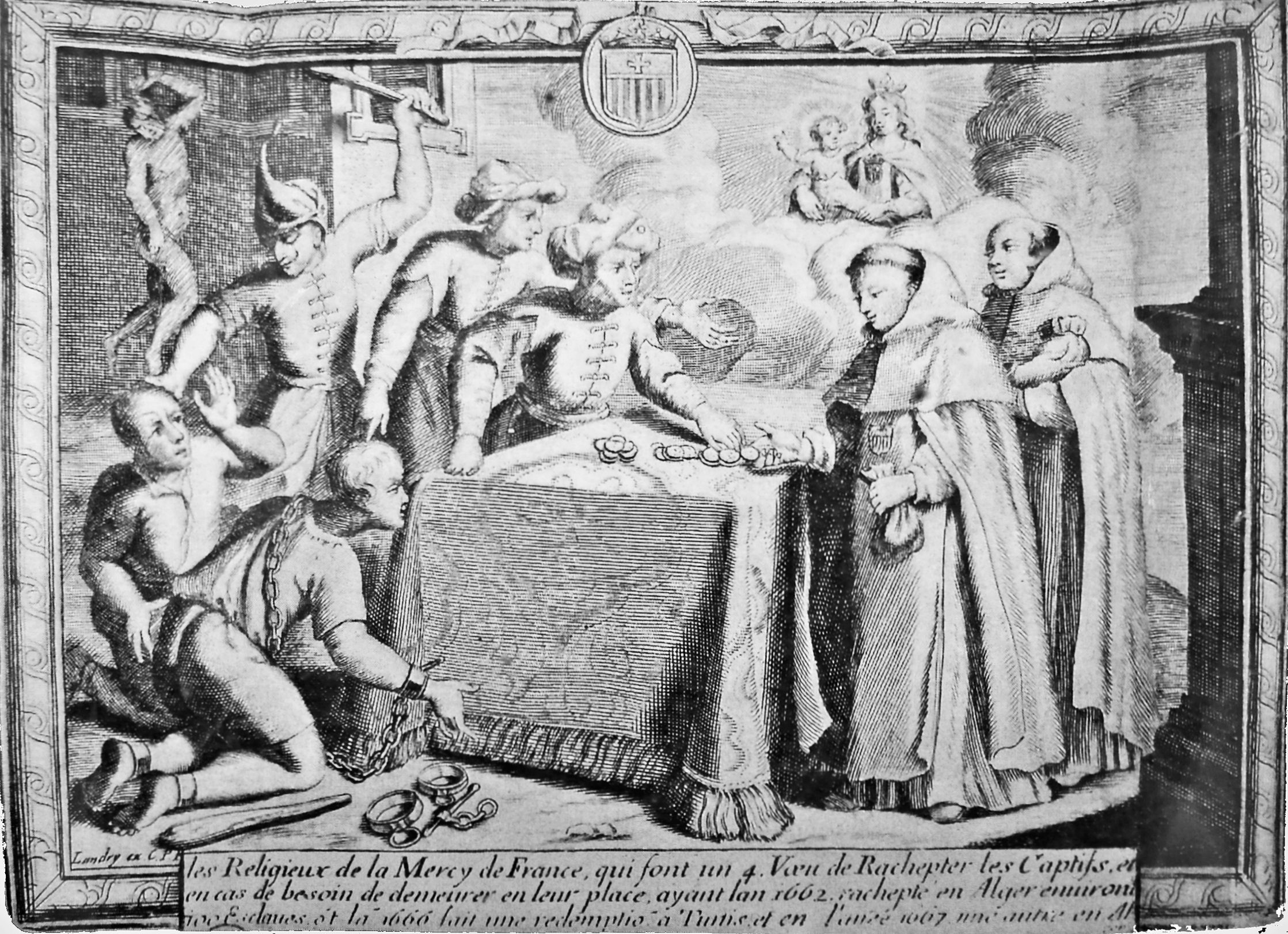
Rachat de captifs par des Mercédaires

Le pape Grégoire IX approuve l'Ordre en 1235, cinq ans avant la mort du fondateur survenue en 1240. Les Mercédaires obéissent à la règle de saint Augustin. L'ordre se compose alors de religieux (prêtres ou laïcs coadjuteurs) ayant reçu l'institution canonique de l'évêque de Barcelone, et de chevaliers s'étant illustrés dans la conquête des Baléares en 1229, et de Valence en 1238.
Il faudra attendre 1265 pour voir la naissance des religieuses Mercédaires, ordre inspiré par sainte María de Cervelló, ou Marie de Cervellon, élue première prieure sous le nom de Marie du Secours.
Jacques Ier (dit le Conquérant) s'appuya aussi sur l'ordre pour la pacification des populations reconquises. Il protégea le bienheureux Pierre Pascal et fit entrer son fils cadet Sanche d'Aragon (1250-1275) à l'ordre de la Merci. Ce dernier mourut en martyr.
Notre-Dame de la Merci est fêtée le 24 septembre.

## Expansion de l'ordre

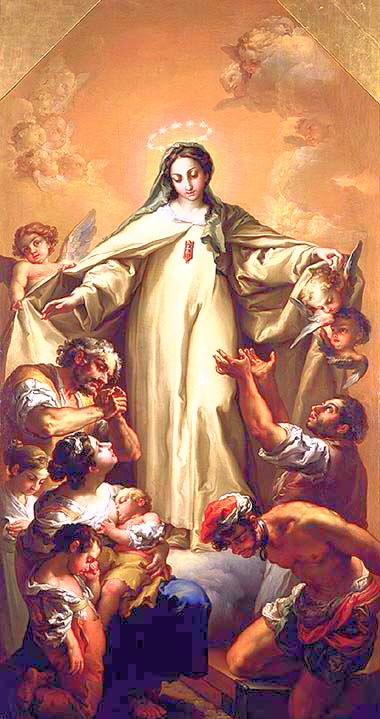
Bienheureuse
Vierge de la Merci.

Les Mercédaires prononçaient les trois vœux traditionnels des ordres réguliers : pauvreté, chasteté et obéissance. Ils y ajoutaient un quatrième vœu, emblématique de leur charisme religieux et mission particulière: être prêt à se livrer en otage si c'était le seul moyen de libérer les captifs. Ils se livrèrent à ce « marché » — c'est le sens étymologique du latin mercedem — jusqu'à ce que disparaisse la piraterie. Au cours de ce « rachat » stricto sensu, des missionnaires furent torturés, parfois tués. Parmi les plus connus figurent saint Sérapion d'Alger, saint Pierre Armengol et saint Raymond Nonnat.
À partir de 1317, l'ordre de la Merci perd son caractère militaire et devient clérical, assimilé en 1690 aux ordres mendiants.
L'Ordre est alors devenu missionnaire et caritatif. Dans ce cadre, les Mercédaires jouèrent un rôle assez important dans l'évangélisation du Nouveau Monde. Antonio de Almansa, par exemple, sera l'aumônier de l'expédition de Diego de Almagro, en 1535, au Chili.
En se spiritualisant, la Merci s'est enrichie d'une connotation nouvelle. Le vocable gardait le sens de « rachat », exprimant aussi la « rédemption » des pécheurs par la « Miséricorde » divine obtenue par la mort du Christ sur la Croix. Et, tout à fait logiquement, les Mercédaires ont assuré l'aumônerie des galères sous l'Ancien Régime, celle des prisons et des hôpitaux qu'ils se partagent encore aujourd'hui avec les Trinitaires. Un religieux de l'ordre, Gabriel Téllez (1583-1648), s'est illustré comme dramaturge sous le nom de Tirso de Molina. Les Mercédaires propageront la dévotion à Notre-Dame de la Merci, encore largement répandue en République dominicaine, au Pérou, en Argentine et dans de nombreux autres pays d'Amérique latine, après l'avoir été en Catalogne, dans toute l'Espagne et dans l'Italie du XIIIe siècle. 
En 1960 l'ordre comptait 780 monastères et 149 religieuses. Il a pratiquement disparu en France.

## Le Tiers-ordre mercédaire
Vers 1263, deux veuves de la ville de Barcelone demandèrent, pour elles et pour plusieurs autres, au bienheureux Bernard de Corbarie leur confesseur, aussi confesseur de l'ordre de la Merci et Prieur du couvent de Barcelone, la permission de porter l'habit du Tiers-ordre Mercédaire, à l'exemple des Tiertiaires de saint François et des Tertiaires de saint Dominique. Non sans difficultés, il finit par proposer le projet au chapitre général. On lui donna mission d'établir le Tiers-ordre féminin et d'en écrire la règle, fixée en 1265. Les religieuses prenaient en charge les captifs rapatriés, afin de leur donner une vie digne.
Lorsque María de Cervelló, la première prieure, mourut le 19 septembre 1290 à Barcelone, un culte spontané se propagea dans toute la région. 
Finalement le pape Innocent XII l'inscrivit au Martyrologe romain en 1697.

## L'ordre mercédaire contemporain

### Les Mercédaires dans le monde
En 2009, l'ordre comptait 157 maisons et 724 religieux. Ces moines sont répartis dans 22 pays : Angola ; Argentine ; Bolivie ; Brésil ; Cameroun ; Colombie ; Chili ; Équateur ;  Espagne ; Guatemala ; Honduras ; Inde ; Italie ; Mexique ; Mozambique ; Panama ; Pérou ; Porto Rico ; République dominicaine ; Salvador ; États-Unis ; Venezuela.
Il est structuré en neuf provinces : Aragon ; Castille ; Pérou ; Chili ; Argentine ; Province romaine à Quito (Équateur) ; Mexique et Brésil. En outre, il compte quatre vicariats : Venezuela ; Amérique centrale ; Caraïbes et États-Unis.

### La Merci dans la France contemporaine
L’ordre ayant disparu en France à la Révolution, il s'est de nouveau implanté dans de petites structures au XXe siècle, se tournant vers des formes de nouvelles captivités (drogue, prostitution, prisonniers, etc.). 

#### Institution de Montpellier
La seigneurie de Montpellier devenue possession de Jacques II, roi de Majorque et comte de Roussillon, en 1276, la ville est sous tutelle du royaume de Majorque jusqu'en 1349, date à laquelle Jacques III de Majorque, ruiné, la vend à Philippe VI de Valois. Il est donc logique que les Mercédaires y aient joué un rôle essentiel.
En fait, les Mercédaires étaient implantés sur le Peyrou actuel depuis 1240. On les retrouve, en 1741, près de l’église Saint-Eulalie, leur chapelle, rue de la Merci. Une congrégation enseignante, fondée en 1685 par les Dames de Saint-Maur, interdite par le directoire municipal en 1793, rétablie en 1806, finit par s’installer au plan Cabanes, à proximité de l’ancien couvent, sous le nom de Notre-Dame-de-la-Merci. Interdite d’enseignement de 1904 à 1919, elle est finalement rétablie et devient école secondaire en 1936.

#### Institution de Perpignan
Les Mercédaires étaient implantés à Perpignan dans le quartier Saint-Mathieu. Ils y fondèrent un couvent entre 1262 et 1266. Une église fut également construite aux XIIIe et XIVe siècles. La quasi-totalité des bâtiments fut démolie au cours du XXe siècle.  

#### L’église de Fresnes
Curé de Fresnes, aumônier de la prison de 1946 à 1956, Jean Popot obtient le permis de construire de l’église Notre-Dame-de-la-Merci en juin 1958. Cette église érigée par l’architecte Pierre Ragois à l’emplacement d’une ancienne glacière a été financée par les paroissiens réunis en association et par l'Œuvre des Chantiers du Cardinal. Le cardinal Feltin inaugure le 1er mai 1960 l’église Notre-Dame-de-la-Merci. Le père Jean Popot dit lui-même : « En souvenir de mes captifs, j’ai songé à dédier ce lieu de culte à Notre-Dame-de-la-Merci ». Nommé à la Madeleine en 1961, retiré en 1971, il meurt le 13 juillet 1984. Monique Brix a peint un grand tableau de Notre-Dame de la Merci et réalisé les maquettes des vitraux modernes réalisés à Saint-Benoît-sur-Loire. Stéphane Daireaux réalise le Chemin de croix mis en place en 2009. Les prisonniers incarcérés à Fresnes sont considérés comme paroissiens de Notre-Dame-de-la-Merci.

### Les nouvelles formes de captivité
Entre 1776 et le milieu du XIXe siècle se produisirent les derniers rachats des captifs au sens littéral du terme. Il devint ensuite nécessaire de redéfinir les fonctions de l'ordre. Ainsi, depuis sa réforme en 1880 par le Grand Maître Pedro Armengol Valenzuela, on réfléchit profondément à ce que devait devenir la Merci dans le monde moderne.
L'ordre fonda des écoles comme celle de Tirso de Molina en 1910 à Ferrol (Espagne) et établit des missions comme à Piauí au Brésil.
Les constitutions de l'ordre actuellement en vigueur depuis 1986 précisent les formes de nouvelles captivités constituant le champ du quatrième vœu de la Merci. L'ordre peut engager une action dans les cas suivants :
– situation oppressante ou dégradante pour la personne humaine ;
– principes et systèmes en contradiction avec l'Évangile ;
– mise en péril de la foi chrétienne.
L'article 16 des constitutions prévoient que l'ordre doit pourvoir à l'aide, à la visite et au « rachat » des victimes.

## LesChants de la Mercide Marie Noël
En 1930, Marie Rouget, dite Marie Noël, poétesse et écrivaine française fait paraître les Chants de la Merci aux Éditions Crès à Paris. Dès l’abord, l’exergue de la première de couverture ne laisse aucune ambiguïté sur la source mercédaire du recueil : « Ils entreprirent d’instituer un ordre pour la délivrance des captifs. (office de Notre-Dame de la Merci.) ». En outre le recueil porte la dédicace suivante : « À Raymond Escholier, mon ami, en l’honneur de son saint patron Père de la Merci, à mes amis, à mon prochain je donne ma poésie habillée en pauvre ». 
Plus loin dans le recueil, en exergue d’un poème éponyme, elle cite à nouveau l’office de Notre-Dame de la Merci : « Ils entreprirent d’instituer un ordre pour la rédemption des captifs… se livrant soi-même pour la délivrance d’un grand nombre ». S’adressant à tous les captifs, y compris aux « âmes enchaînées », elle précise la mission spirituelle qu’elle entend donner à sa poésie : « Je donne mon aile pour alléger leur épaule et mon chant pour délivrer leur âme à travers champs ». 
La seconde partie du recueil, datée de 1926-1928, est inaugurée par un « chant de la Divine Merci » qui exhausse la Miséricorde au sacrifice de Jésus, donnant ainsi son plein sens à la Merci, à la rédemption. La première citation propose une vision préchristique du monde : « Jusqu’à ce jour la création tout entière gémit et souffre dans les douleurs de l’enfantement », Paul, Romains 8,22. La seconde, au contraire, figure une vision rédemptrice de l’humanité par le Christ : « Mon Père est à l’œuvre et moi aussi je suis à l’œuvre », Jean 5,17.

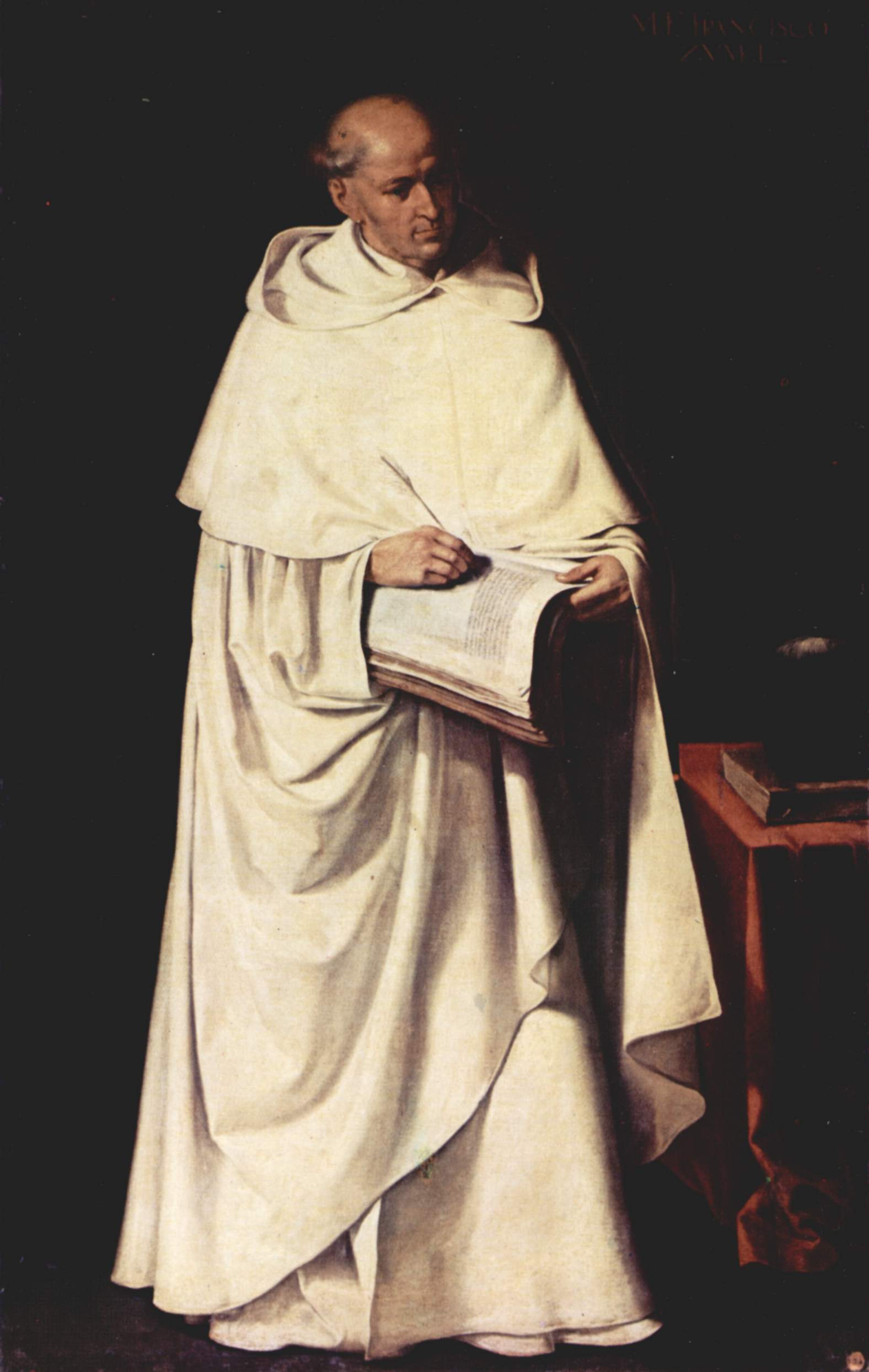
Portrait du père Francisco Zumel.

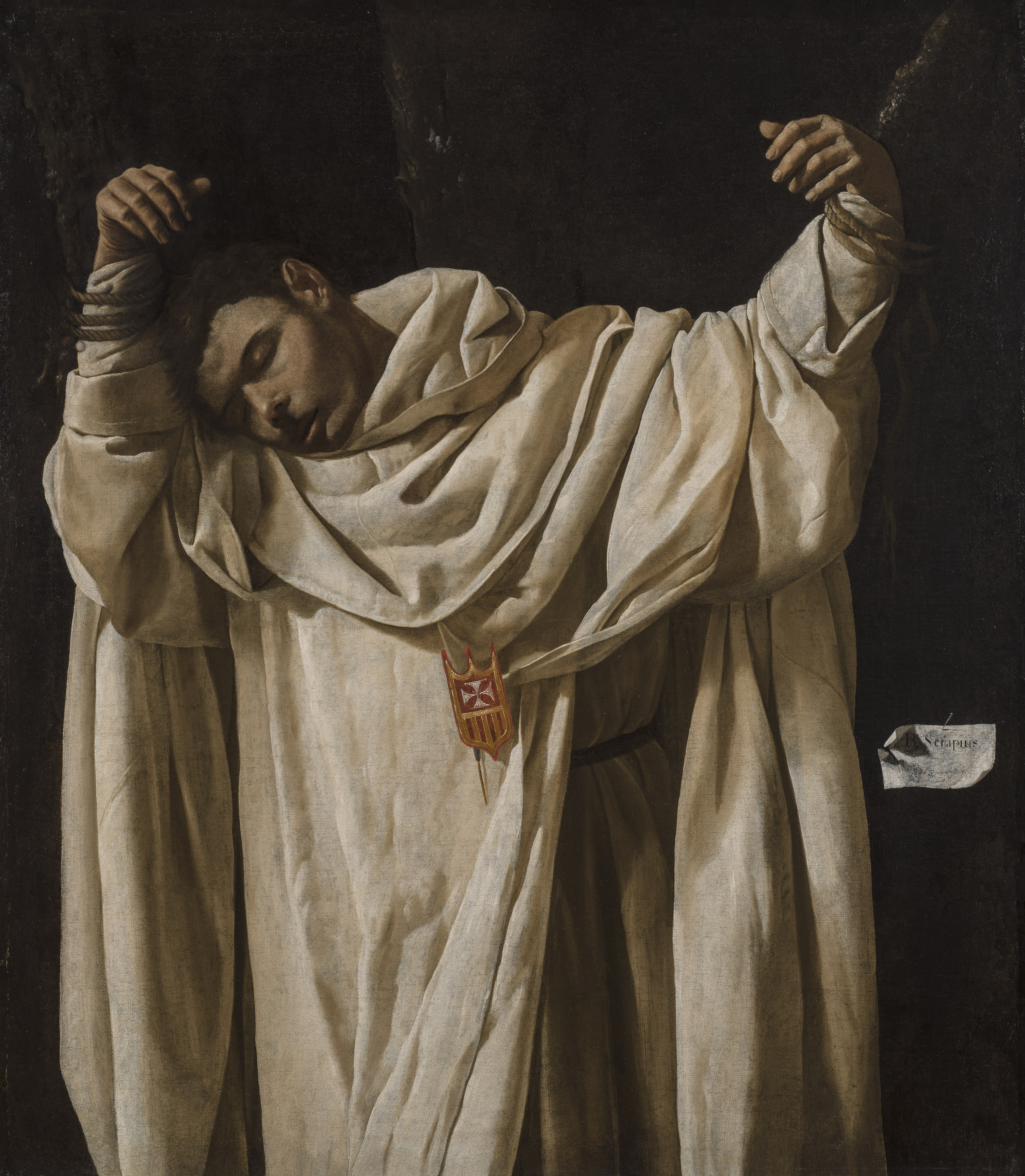
Saint Sérapion par Zurbarán (1628).

Ainsi s’opère chez Marie Noël, en même temps qu’une filiation évidente avec l’ordre de la Merci, une fusion spirituelle avec sa véritable vocation : aider à la rédemption, au « rachat » des âmes captives, par le don de soi et de sa poésie.

## Figures marquantes
- saint Pierre de Nolasque, prêtre cofondateur
- Le bienheureux Pierre Pascal, martyr de l'ordre
- Francisco Zumel, professeur à Salamanque, début du XIIIe siècle
- Diego Rodríguez (1596-1668), mathématicien et astronome du Mexique
- Gabriel Téllez, dit Tirso de Molina, écrivain et historien
- saint Pierre Armengol, ou Armengaud, XIVe siècle
- Père Pedro Armengol Valenzuela, réformateur de l'Ordre, XIXe siècle
- Alfonso Lopez Quintas, professeur de philosophie et d'esthétique en Espagne
- Le bienheureux Sanche d'Aragon (1250-1275), martyr de l'ordre
- saint Sérapion d'Alger (1179-1240), martyr

## Saints appartenant à l'ordre Mercédaire
- Saint Pierre Nolasque
- Saint Raymond Nonnat
- Saint Pierre Armengol
- Saint Sérapion d'Alger
- Saint Pierre Pascal
- Sainte Maria de Cervello
- Bienheureux Sanche d'Aragon
- Bienheureuse Marie-Anne de Jésus